# Palenie ksiąg i grzebanie uczonych
Palenie ksiąg i grzebanie uczonych – okres w historii Chin pomiędzy 213 a 206 rokiem p.n.e., kiedy prowadzono politykę niszczenia klasycznych ksiąg chińskich i prześladowania konfucjańskich uczonych.
Politykę tę realizowano za panowania Pierwszego Cesarza dynastii Qin, który został do niej przekonany przez swego kanclerza Li Si (taką wersję wydarzeń przedstawił w Zapiskach historyka Sima Qian). Li Si był reprezentantem legizmu i podjął próbę zlikwidowania konkurencyjnych szkół filozoficznych nakazując zniszczenie ich tekstów kanonicznych. Wyjątkiem miały być jedynie teksty legistyczne, a także poświęcone kwestiom praktycznym, jak m.in. medycyna, rolnictwo i wróżbiarstwo.
Na skutek palenia ksiąg przepadła bezpowrotnie ogromna część chińskiego piśmiennictwa, choć część tekstów odtworzono później z pamięci. Jednocześnie uśmiercano osoby, które zajmowały się studiowaniem zakazanych ksiąg. Najgłośniejszym przykładem tej eksterminacji stało się w 211 roku p.n.e. pogrzebanie żywcem 460 uczonych (według niektórych interpretacji ludzi ci zostali najpierw uśmierceni i pogrzebano ich martwych).

## WZapiskach historyka
Według kroniki Sima Qiana, rozdz. 6., Annały Pierwszego Cesarza Qin (rok 213 p.n.e.):
Kanclerz Li Si rzekł: Proszę, aby wszelkie zapiski historyczne poza qinowskimi zostały spalone. Z wyjątkiem uczonych, których obowiązkiem [jest posiadanie ksiąg], wszyscy, którzy ośmielają się posiadać ukryte kopie Księgi Pieśni, Księgi Dokumentów i [inne] pisma Stu Szkół, przekażą je gubernatorom i komendantom wojskowym w celu spalenia. Każdy, kto się ośmieli dyskutować o Księdze Pieśni, Księdze Dokumentów, zostanie publicznie stracony. Ktokolwiek [ośmieli się] krytykować teraźniejszość odnosząc się do przeszłości, [tego] klan [zostanie stracony]. [Każdy] urzędnik, który dowie się o naruszeniach [tych praw] i o tym nie poinformuje, zostanie współwinny. Kto po trzynastu dniach od wydania [tego] edyktu nie spali [ksiąg], ten zostanie napiętnowany i zesłany do budowy Wielkiego Muru. Wyjątkiem będą księgi o medycynie, wróżeniu i rolnictwie. Kto chce poznać szczegóły edyktu, niechaj zwróci się do urzędników.